# Daniel Kaluuya
Daniel Kaluuya, född 24 februari 1989 i London, är en brittisk skådespelare. Han är känd för sin roll som Chris Washington i skräckfilmen Get Out (2017).

## Biografi
Kaluuya föddes i London av sina ugandiska föräldrar. Han växte upp i Camden Town tillsammans med sin mor och äldre syster medan Kaluuyas far bodde kvar i Uganda.
Han har medverkat i TV-serier som Skins och Black Mirror. Kaluuya skrev även manus till ett par avsnitt av Skins. Han fick stor uppmärksamhet för huvudrollen som Chris Washington i Jordan Peeles skräckfilm Get Out (2017). Rollen ledde till att Kaluuya nominerades till en mängd priser, däribland BAFTA för bästa manliga huvudroll, Golden Globe Award för bästa manliga huvudroll – musikal eller komedi samt Oscar för bästa manliga huvudroll. För sin roll som den politiske aktivisten Fred Hampton i filmen Judas and the Black Messiah (2020) vann Kaluuya en Oscar och en Golden Globe för bästa manliga biroll.

## Filmografi (i urval)
- 2007–2009 – Skins (TV-serie)
- 2011 – Johnny English Reborn
- 2011 – Black Mirror (TV-serie)
- 2013 – Kick-Ass 2
- 2015 – Sicario
- 2017 – Get Out
- 2018 – Black Panther
- 2018 – Widows
- 2019 – Queen & Slim
- 2021 – Judas and the Black Messiah
- 2022 – Black Panther: Wakanda Forever